# Восток (Тверская область)
Восто́к — посёлок сельского типа в Калининском районе Тверской области. Относится к Славновскому сельскому поселению.
Расположен в 27 км к северо-востоку от Твери, в 7 км от деревни Славное, в 15 км от посёлка Васильевский Мох.
Находится на западной окраине большого болотного массива «Оршинский Мох». В Советское время — ведомственный посёлок торфопредприятия «Васильевский Мох».
В 2006 году в посёлке четырнадцать двухэтажных домов (179 квартир) с населением 328 человек, школа, Дом культуры, медпункт, мебельный цех, котельная, водопровод.